# 刘清漪
刘清漪（2005年10月19日—），舞者名671，河南辉县人，中華人民共和國女子霹靂舞運動員，9岁时开始接触街舞。
2021年，她獲得中国街舞联赛郑州站冠軍。同年中华人民共和国第十四届运动会上，她代表河南队在女子霹雳舞比赛中获得金牌，之後入选国家集训队。後來又奪得2022年霹雳舞世锦赛亞軍、2022年Outbreak 2022街舞大赛冠軍以及World Battle 2022冠軍。
2023年2月25日，刘清漪在2023年霹雳舞奥运积分赛世界系列赛日本北九州站奪得冠軍。後於2024年夏季奧運會獲得銅牌。